# David-Apollo
Il David-Apollo o Apollino è una scultura marmorea (h 146 cm) di Michelangelo, databile al 1530 circa e conservata nel Museo del Bargello a Firenze.

## Storia
La statua venne commissionata per il palazzo privato di Baccio Valori, il feroce governatore imposto a Firenze da Clemente VII dopo la ripresa della città in seguito all'assedio. L'opera finì poco dopo nelle collezioni del duca Cosimo I, come corredo della sua camera privata assieme a un Bacco di Baccio Bandinelli, a quello di Andrea Sansovino e ad un Ganimede antico che era stato restaurato da Benvenuto Cellini.
La statua, incompiuta, non permette di identificare con esattezza il soggetto, anche per via delle fonti antiche che sono discordanti: se per Vasari è un Apollo nell'atto di prendere una freccia dalla faretra, nell'inventario di Cosimo I del 1553 è ricordata come un David, per cui la critica le ha assegnato unanimemente il titolo bivalente.
Non è improbabile che lo stesso scultore avesse iniziato l'opera come David, magari verso il 1525, e rifinita come Apollo in seguito. Non manca chi ha tentato di identificare l'opera come il perduto Cupido-Apollo (come Valentinier, 1958), scolpito nel 1497 per Jacopo Galli a Roma.
Quando nelle collezioni di Cosimo arrivarono statue di maggiore importanza di Michelangelo (il Bacco o il Genio della Vittoria), il David-Apollo venne collocato nel giardino di Boboli, dove decorò a lungo una nicchia dell'anfiteatro. Nel 1824 venne poi trasportata agli Uffizi e in seguito al Bargello.

## Descrizione e stile

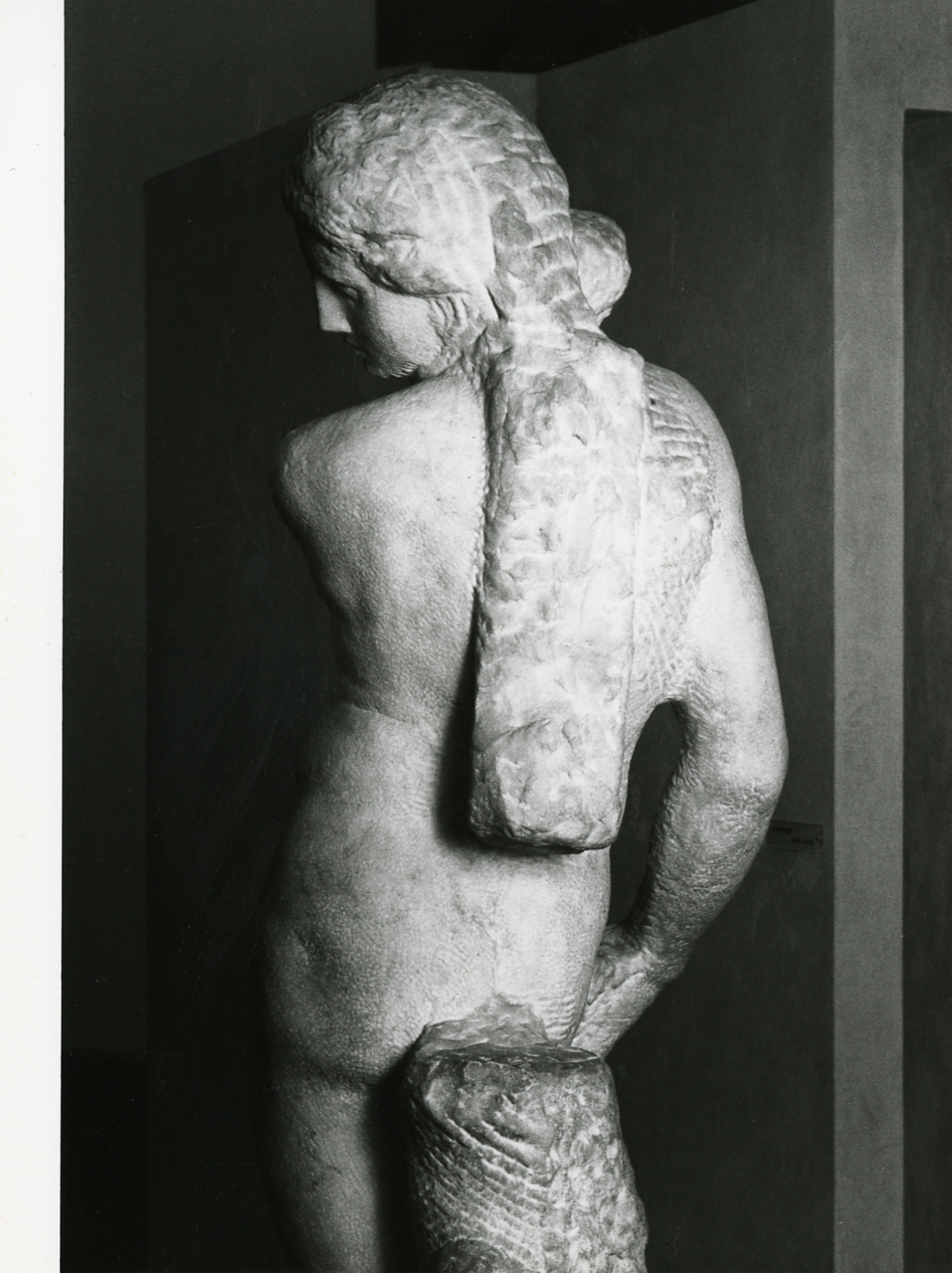
Dettaglio della parte posteriore della scultura

L'opera raffigura un giovane completamente nudo e, a parte l'enigmatico soggetto, la scultura è resa particolarmente affascinante dall'uso del contrapposto e la complessa torsione, che slanciano la figura in profondità, moltiplicando i punti di vista. Braccia e gambe sono impostate a un efficace gioco di rispondenze, con un'articolazione piegata e quella opposta distesa. Ad esempio il braccio sinistro è piegato e quello destro disteso, la gamba destra è distesa e quella sinistra piegata sopra un mucchietto di terra, che secondo alcuni doveva contenere la testa di Golia. Dietro la figura si vede un tronco che ha una funzione essenzialmente statica.
Il movimento della testa è evidenziato dal braccio sinistro, che isola la parte superiore del corpo da quella inferiore, generando un caratteristico effetto dinamico, che fece scuola nel manierismo. Le fonti lo ricordano come un Apollo che prende una freccia dal "turcasso" (faretra). Se davvero si fosse però trattato di un David, con il sasso in mano, la fionda sulla spalla e la testa non lavorata di Golia ai piedi, lampante sarebbe la differenza col più celebre David di piazza della Signoria: al posto della forza e dell'ira dell'eroe biblico, si legge una malinconia o quasi il rimpianto per un'azione cruenta che, dopo essersi rivelata in tutte le sue conseguenze, non dà soddisfazione. Si tratterebbe quindi di un velato, ma profondo ammonimento dell'artista al Valori e ai conquistatori di Firenze.